# ベストフィールド
株式会社ベストフィールド（英: Best Field Inc.）は、東京都新宿区に本社を置く、日本の映像ソフト会社。2004年設立。

## 概要
大倉商事の社内ベンチャーとしてキッズステーションを立ち上げ社長を務めた添田弘幸が独立して2004年に設立。シニアシフトする社会に向けてシニア向けのドラマ・アニメのDVDの販売を事業の中心にしている。
昔ながらの新聞、カタログによる通販から始まり旧知の仲である永田守が専務を務めていたTCエンタテインメントに販売を委託し販路を拡大する。

## 映像作品レーベル
- 昭和の名作
- 想い出のアニメ
- 甦るヒーロー
- 東映作品

## プロデュース作品
- シャンプー王子
- モンチッチ
  - モンチッチとあいちゃんのベビチッチえいご
- ウィッチ ヴィレッジ ストーリー
- マジカノ
- 環境超人エコガインダー

## 自社キャラクター
- プーデル プードル
- こそどろねこ